# Percy Hynes White
Pour les articles homonymes, voir Hynes et White.
Percy Hynes White, né le 8 octobre 2001 à Saint-Jean de Terre-Neuve (Terre-Neuve-et-Labrador), est un acteur canadien principalement connu pour ses rôles dans les films Escapade fatale et A Christmas Horror Story (en) et les séries télévisées Between et The Gifted ou encore dans la série Mercredi en tant que Xavier.

## Biographie
Hynes White est le fils de Joel Thomas Hynes, écrivain, acteur et réalisateur, et de Sherry White, écrivaine et actrice. Hynes White a étudié pendant deux ans dans le groupe des arts de la scène de sa ville natale de Saint-Jean de Terre-Neuve.

### Accusations d'agressions sexuelles
Le 19 janvier 2023, une femme l'accuse d'agressions sexuelles : « Il organisait des soirées avec ses amis et invitait explicitement des femmes qu’ils pensaient sexy afin de les rendre suffisamment ivres et défoncées pour avoir des relations sexuelles avec elles. ». Le 7 juin, Hynes White clame son innocence à travers un communiqué publié sur Twitter : « Les rumeurs sont fausses. Je refuse que l’on me décrive comme un fanatique ou quelqu’un de criminel, et de négligeant concernant la sécurité des gens. Ce sont ce genre d’accusations sans fondements qui peuvent créer de la méfiance envers de réelles victimes ».
Il est tout de même écarté de la saison 2 de Mercredi, à ce jour aucune poursuite judiciaire n'a été entamée.

## Filmographie

### Cinéma

#### Longs métrages
- 2008 : Down to the Dirt de Justin Simms : Keith à 6 ans
- 2009 : Crackie de Sherry White : Livreur
- 2013 : The Grand Seduction : Murray jeune
- 2014 : Cast No Shadow : Jude
- 2014 : La Nuit au musée : Le Secret des Pharaons de Shawn Levy : C.J. Fredericks
- 2015 :  A Christmas Horror Story (en) de Grant Harvey, Steven Hoban et Brett Sullivan : Duncan
- 2016 : Escapade fatale (Edge of winter) de Rob Connolly : Caleb Baker
- 2016 : Rupture de Steven Shainberg : Evan
- 2016 : Milton's Secret de Barnet Bain : Carter Crane
- 2018 : Notre maison de Anthony Scott Burns : Matt
- 2018 : Age of Summer de Bill Kiely : Minnesota
- 2018 : At First Light de Jason Stone : Oscar
- 2024 : Mon futur moi (My Old Ass) de Megan Park : Chad
- 2024 : Winter Spring Summer or Fall (en)de Tiffany Paulsen : Barnes Hawthorne

#### Courts métrages
- 2017 : Dust de J. Adam Brown : Logan
- 2012 : Winners de Elsa Morena : Max
- 2011 : Forty-Five & Five de Kerrin Kenny : Barnaby
- 2013 : Little Man de Joel Thomas Hynes : Boy

### Télévision

#### Séries télévisées
- 2013 : The Slattery Street Crockers : Joey Crocker
- 2014-2015 : Les Enquêtes de Murdoch : Simon Brooks
- 2014 : Rookie Blue : Daniel Hollot
- 2015 : Saving Hope, au-delà de la médecine : Aidan
- 2015 : Defiance : Monguno Ksaruko
- 2015 : Between : Harrison
- 2015-2016 : Odd Squad : Odie
- 2016 : 22.11.63 (mini série) : Randy
- 2017-2019 : The Gifted : Andy Strucker
- 2019 : The Twilight Zone : La Quatrième Dimension : Cole
- 2020 : Dr. Bash : Max
- 2020 : Them : Covenant : Davis Selby
- 2021 : Pretty Hard Cases : Elliott Wasowski
- 2022 : Mercredi : Xavier Thorpe

#### Téléfilms
- 2020 : L'enfant caché de mon mari (A Family's Nightmare) de Farhad Mann : Joshua